# Distretto di Taranto
Il distretto di Taranto fu una circoscrizione amministrativa di secondo livello del Regno di Napoli e, quindi, del Regno delle Due Sicilie. Il distretto, subordinato alla provincia di Terra d'Otranto, era costituito da 25 comuni e 5 uniti.

## Istituzione e soppressione
Fu costituito nel 1806 con la legge 132 del 1806 Sulla divisione ed amministrazione delle province del Regno, varata l'8 agosto di quell'anno da Giuseppe Bonaparte. Dopo l'occupazione garibaldina e l'annessione al Regno di Sardegna, del 1860, e con la proclamazione del Regno d'Italia, del 1861, l'ente fu soppresso.

## Suddivisione in circondari
Il distretto di Taranto, come gli altri distretti del reame, era suddiviso in successivi livelli amministrativi gerarchicamente dipendenti dal precedente. Al livello immediatamente successivo, infatti, vi erano i circondari, che, a loro volta, erano costituiti da comuni.
Le funzioni dei circondari riguardavano esclusivamente l'amministrazione della giustizia. Tali circoscrizioni, che costituivano il terzo livello amministrativo dello stato, delimitavano un ambito territoriale che abbracciava, generalmente, uno o più comuni, tra i quali veniva individuato un capoluogo. In particolare, il distretto di Taranto era suddiviso in 10 circondari, ciascuno dei quali includeva uno o più comuni.
Elenco dei circondari:
- Circondario di Taranto:
Taranto
- Circondario di Martina:
Martina
- Circondario di Grottaglie:
Grottaglie, Monteiasi, Montemesola
- Circondario di San Giorgio:
San Giorgio, Lizzano (con i borghi aggregati di Torricella e Monacizzo)[4], Leporano, Pulsano, Faggiano (con il borgo aggregato di San Crispieri), Roccaforzata, Carosino, Monteparano
- Circondario di Sava:
Sava (con i borghi aggregati di Torricella e Monacizzo)[5], Fragagnano, San Marzano
- Circondario di Manduria:
Manduria (con il borgo aggregato di Uggiano), Maruggio, Avetrana
- Circondario di Massafra:
Massafra
- Circondario di Mottola:
Mottola, Palagiano (con il borgo aggregato di Palagianello)
- Circondario di Castellaneta:
Castellaneta
- Circondario di Ginosa:
Ginosa, Laterza